# Pánfilo Natera
Pánfilo Natera García (* 12. Juli 1882 in Nieves/Municipio de General Francisco R. Murguía/Zacatecas; † 28. Dezember 1951 in San Miguel de Allende/Municipio de San Miguel de Allende/Guanajuato) war ein mexikanischer General und Gouverneur von Zacatecas.

## Leben
1910 schloss sich Natera als Bauer mit dem Ziel einer Landverteilung und des Sturzes von Porfirio Díaz der Bewegung von Francisco Madero an und trat in die Armee von Luis Moya ein. Nach dem Tod Moyas 1911 kämpfte er weiter in der Armee von Manuel Caloca Castañeda. Unter anderem nahm er an den Schlachten von Nieves, San Juan de Guadalupe, Tlaltenango, Jalpa, Morelos, Fresnillo und Sombrerete teil. Nach der Ermordung Maderos 1913 wurde er Kommandeur in der Konstitutionalistischen Armee (Ejército Constitucionalista) und war an vorderster Front an der Eroberung der Provinz Zacatecas 1914 beteiligt, deren provisorischer Gouverneur er wurde.
1915 trat er als Gouverneur zurück und diente weiter in der Armee. 1925 wurde er Chef der Armeeinspektionskommissionen, später war er Militärkommandeur von Guerrero und Zacatecas. 1937 wurde er zum Generalmajor befördert. Von 1940 bis 1944 war er Gouverneur von Zacatecas, wo er sich besonders der Agrarpolitik widmete. Danach zog er sich in das Privatleben zurück.